# Ecologia quantitativa
L'ecologia quantitativa è una branca della più ampia disciplina dell'ecologia, che studia le  relazioni esistenti tra organismi e ambiente all'interno di tre livelli di gerarchia biologica: individuo, popolazioni e comunità.
La ricerca in ecologia, inizialmente di carattere descrittivo, intorno al 1930 ha assunto progressivamente un indirizzo sempre più funzionale, con lo sviluppo, appunto, dell'ecologia quantitativa, una disciplina che utilizza metodi di campionamento e di analisi fisiche e chimiche, analisi di sistemi e modelli matematici di simulazione e stabilizzazione di processi ambientali.
L’ecologia, quindi, soprattutto quella quantitativa, si interessa alle interazioni tra esseri viventi e ambiente per poter prevedere reazioni e cambiamenti degli ecosistemi. Tutto ciò avviene in tre modalità:
- Raccolta di dati sulle specie presenti in un dato contesto, sul numero di individui delle diverse specie e sui rapporti che intercorrono tra esse (ad esempio preda-predatore).
- Ricostruzione in laboratorio degli ambienti oggetto di studio.
- Creazione di modelli matematici che siano in grado di descrivere le interazioni all’interno di un ecosistema, in un bioma o in una biosfera[4].

## Descrizione
L’analisi quantitativa caratteristica dell’ecologia si è rapidamente incentrata sullo studio del funzionamento trofico degli ecosistemi, in particolare la misurazione dei flussi di energia delle reti trofiche. Oltre a misurare le biomasse con i loro equivalenti energetici, si misura anche la produttività, cioè la predisposizione della biomassa da parte delle varie specie all’interno di un ecosistema in un periodo stabilito, che generalmente è un anno.
In linea generale, l'ecologia quantitativa si occupa delle dinamiche delle popolazioni e delle comunità animali nello spazio e nel tempo, attraverso l'analisi dei fattori che regolano la demografia e la distribuzione di una popolazione di individui o il numero e le specie di una comunità.
L'ecologia quantitativa, quindi, prevede la raccolta di dati derivanti da osservazioni e misure: tali dati permettono di verificare le ipotesi su una popolazione e vanno classificati in maniera specifica.

## Raccolta dei dati
Innanzitutto, data l'impossibilità di raccogliere dati su un'intera popolazione, viene posta sotto osservazione solo una parte di essa, definita campione. I dati riferiti al campione serviranno poi al ricercatore per trarre conclusioni sulla popolazione.
I dati si possono distinguere in categorici e numerici. I dati categorici sono qualitativi, riguardano quindi categorie o etichette separate e distinte: il colore dei capelli, il sesso, etc. I dati categorici si possono dividere in nominali e ordinali. I dati nominali sono contraddistinti da categorie non ordinate, come per il colore dei capelli. Nei dati ordinali, invece, è importante l’ordine, come ad esempio lo stato riproduttivo, che può essere preriproduttivo, riproduttivo, postproduttivo. Se sono presenti solo due categorie, i dati vengono definiti binari.
I dati numerici riguardano una misurazione di un aspetto quantitativo, come ad esempio l’altezza, il peso etc. I dati numerici possono essere discreti o continui. I dati discreti sono costituiti da valori specifici, come valori interi o conteggi, si pensi al numero dei nuovi nati nel corso di una giornata. I dati continui sono invece costituiti da valori situati all’interno di uno specifico intervallo, a seconda dello strumento di misurazione, si pensi all’altezza o al peso.  